# Caloptilia garcinicola
Caloptilia garcinicola là một loài bướm đêm thuộc họ Gracillariidae. Nó được tìm thấy ở Trung Quốc (Guangxi).
Ấu trùng ăn Garcinia tinctoria. Chúng ăn lá nơi chúng làm tổ.